# Кофете

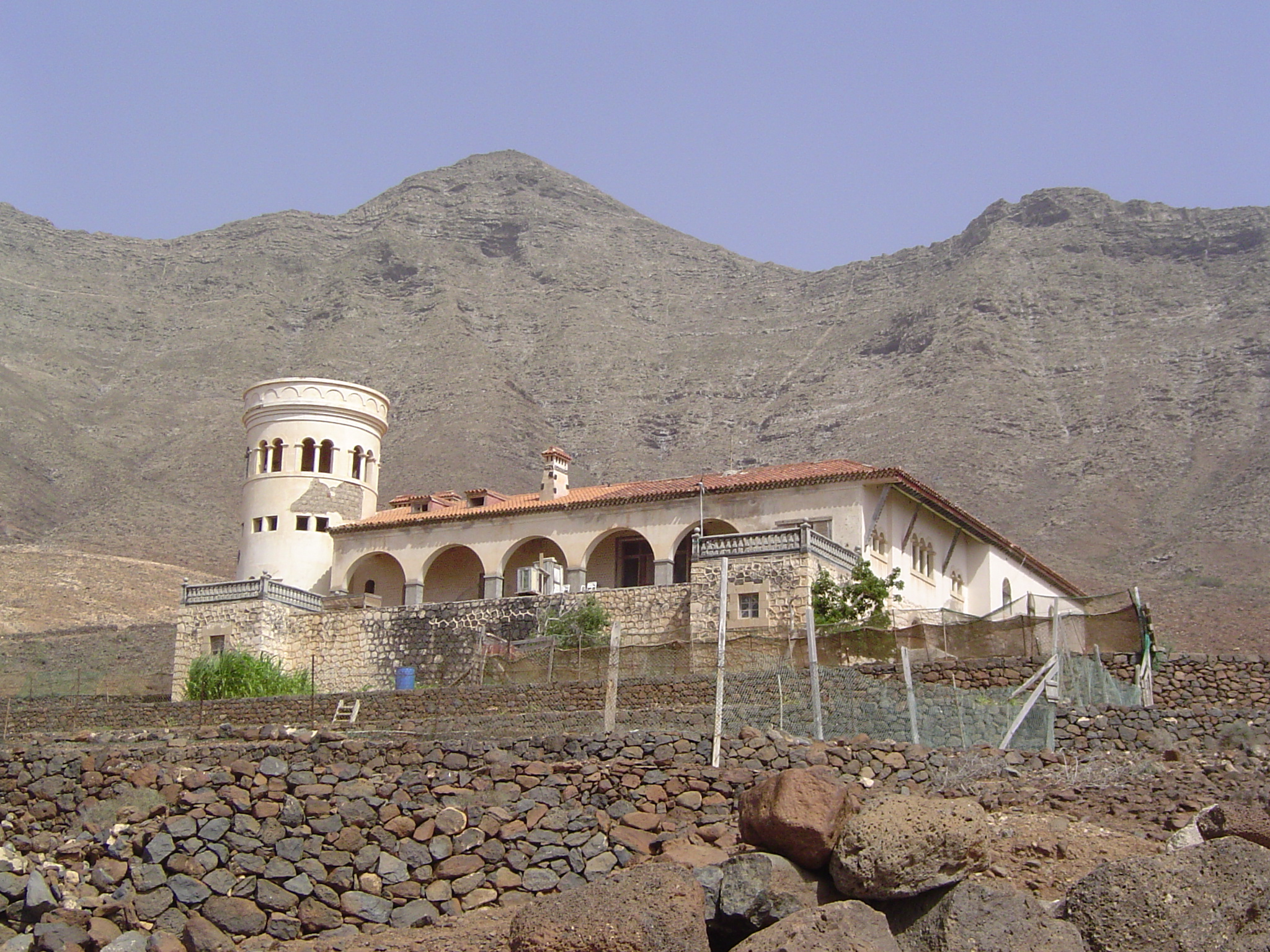
Вилла Густава Винтера

Кофете (исп. Cofete) — небольшая отдалённая рыбацкая деревушка на острове Фуэртевентура (Канарские острова, Испания). Кофете расположен среди довольно пустынной области на полуострове Хандия.
Над деревней Дегольяда-де-Кофете, лежащей ниже, стоит вилла Густава Винтера, расположенная на земле, подаренной ему генералом Франко.